# Spirula spirula

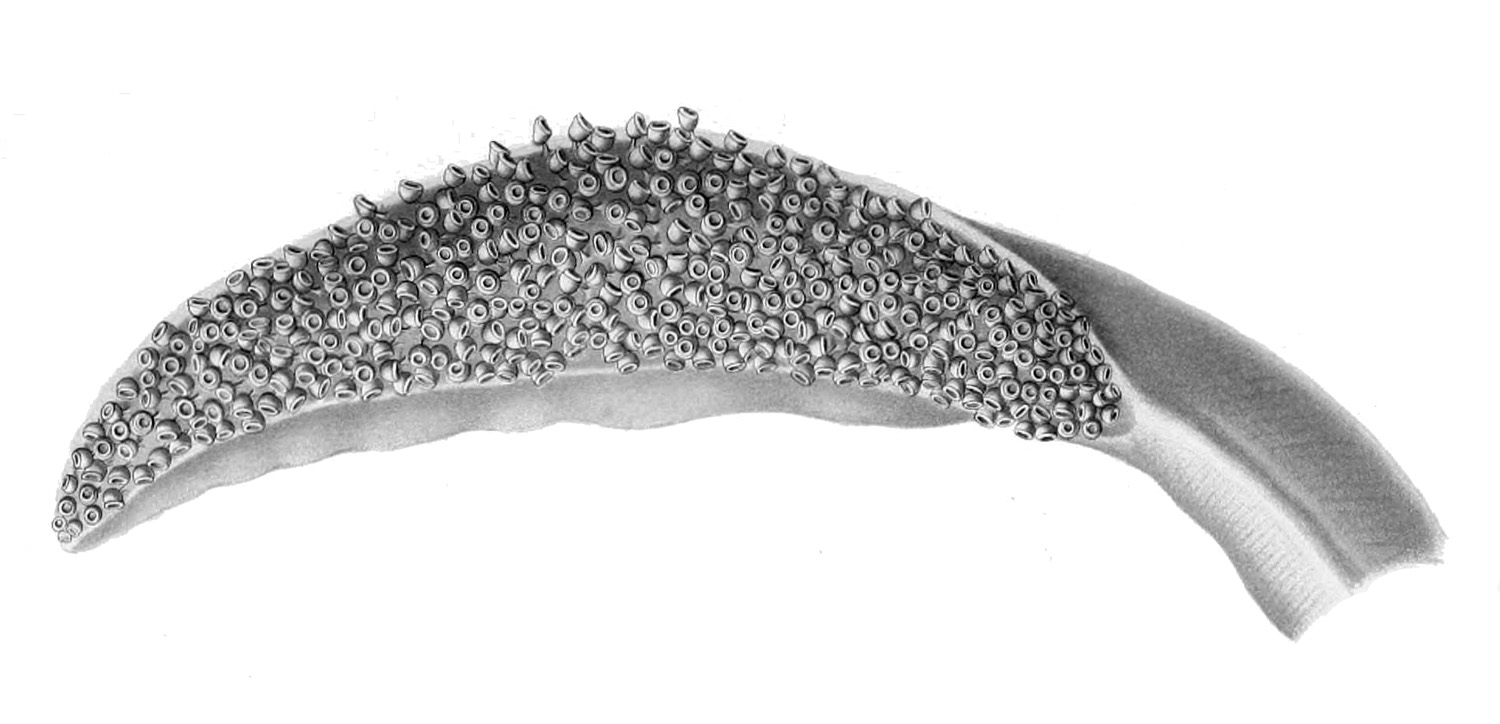
Ilustração da clava tentacular de Spirula spirula.

Spirula spirula (nomeada, em inglês, common spirula, ram's-horn squid, little post horn squid ou tail-light squid; na tradução para o português, "Spirula comum", "lula chifre de carneiro", "lula chifre pequeno poste" ou "lula de luz de cauda") é uma espécie de molusco marinho mesopelágico da classe Cephalopoda, sendo o único táxon pertencente à ordem Spirulida e à família Spirulidae. Foi classificada por Carolus Linnaeus, como Nautilus spirula, em 1758, na obra Systema Naturae; sendo inicialmente colocada no gênero Nautilus. Sua distribuição geográfica abrange todos os oceanos de clima tropical da Terra.

## Descrição da concha e uso
A concha de Spirula spirula possui uma espiral plana (planispiral), usualmente com menos de 2.5 centímetros de diâmetro, de coloração branca por fora e levemente madreperolada internamente. Ela é calcária, fina, frágil e com suas voltas sem se tocar, internamente seccionadas por câmaras (fragmocone), separadas por septos côncavos, que são usadas como um dispositivo de flutuação. Isto lhe dá a forma de um chifre enrolado. A posição posterior desta concha dentro do corpo faz com que o animal geralmente se oriente verticalmente com a sua cabeça para baixo. As paredes das câmaras são visíveis do lado de fora, como sulcos rasos, em sua superfície, quando a concha é exposta; o que não acontece em vida. Ela pode ser recolhida nas praias e vendida no comércio conquiliológico.

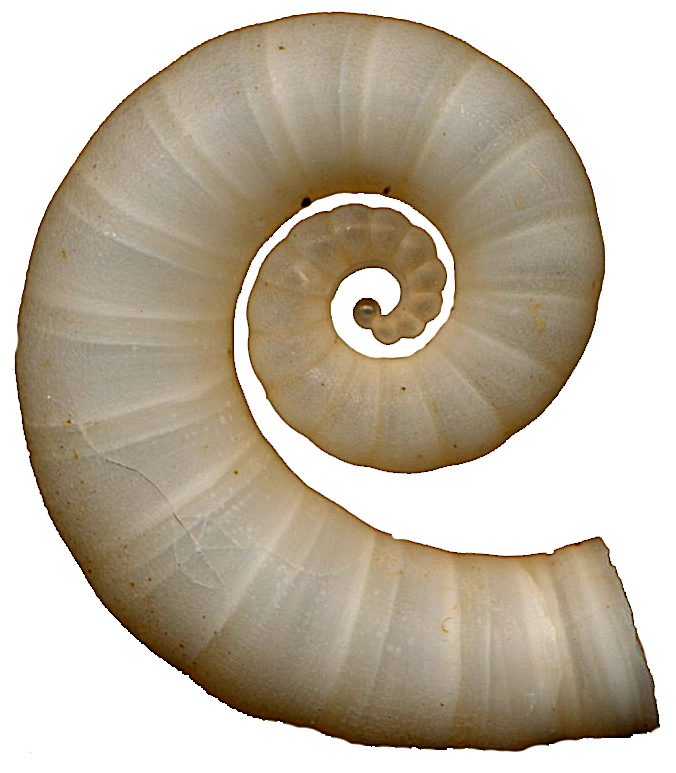
Fotografia da concha de Spirula spirula.
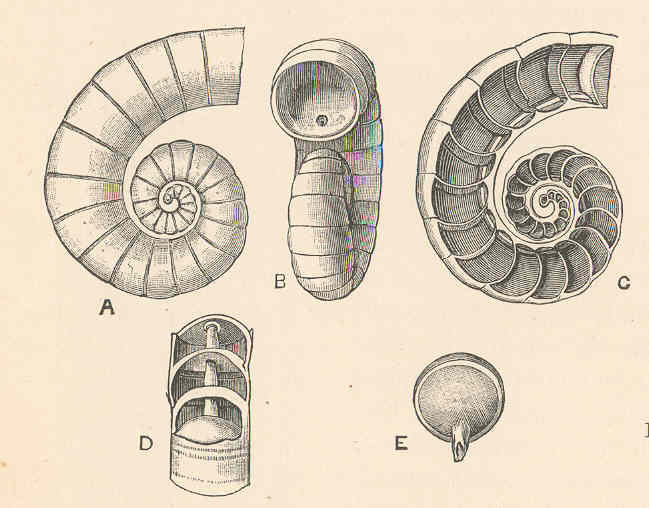
Ilustração mostrando a concha de Spirula spirula (A, B), seccionada para observação de seu sifão interno (C, D, E).
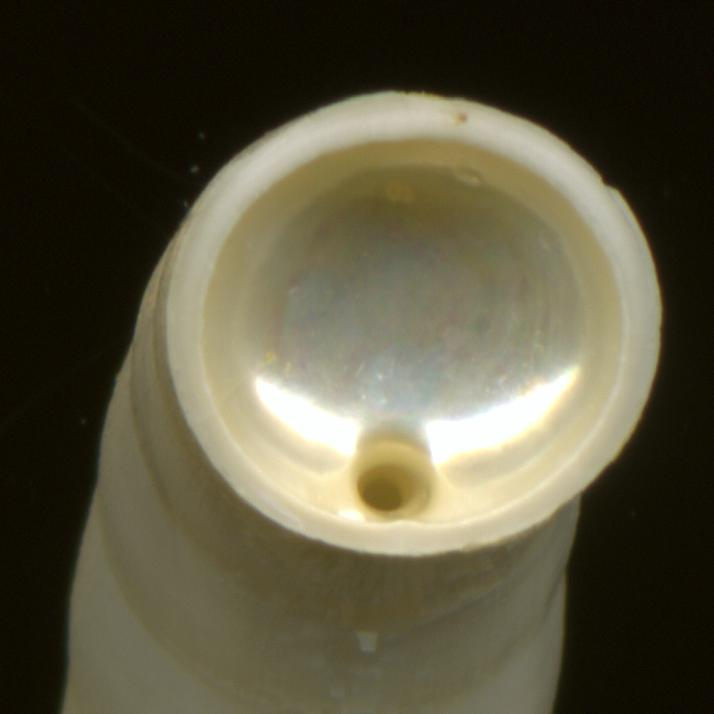
Fotografia da abertura da concha de Spirula spirula mostrando o furo por onde passa seu sifão.

## Descrição do animal e comportamento
Embora as conchas deste Cephalopoda sejam comuns em muitas praias de clima tropical e subtropical, frequentemente em grande número, o animal desta espécie é raramente avistado. Antes de 1922 apenas 13 animais foram encontrados. Seu habitat se estende por uma profundidade de 100 a 1.750 metros, normalmente em regiões escuras, durante o dia, migrando para as águas de menor profundidade à noite, para se alimentar; obtendo tal poder de movimento devido ao ajuste de material gasoso, através de um sifão, no interior das câmaras de suas conchas, que flutuam após sua morte, sendo estas suficientemente fortes para suportarem a pressão hidrostática do mar nas profundezas em que o animal vive; e cuja função é controlar osmoticamente sua flutuabilidade. Muitas vezes ele fica suspenso, com seus pequenos tentáculos abrigados pelo manto e com sua concha interna para cima. Também foram observados retraindo a cabeça e os tentáculos em seu manto, fechando a abertura com as duas abas pontudas localizadas acima e abaixo da cabeça. Como outros cefalópodes, se move por propulsão a jato e, quando perturbado, descarrega uma nuvem de pigmento acinzentado. Possui cerca de 4.5 centímetros e todo o comprimento, com tentáculos, chega até 7 centímetros. Seu manto, intacto, é coberto com fibras de colágeno, regularmente alinhadas, que produzem um brilho prateado. Apresentam um par de grandes olhos e dez tentáculos, sendo dois destes mais desenvolvidos.

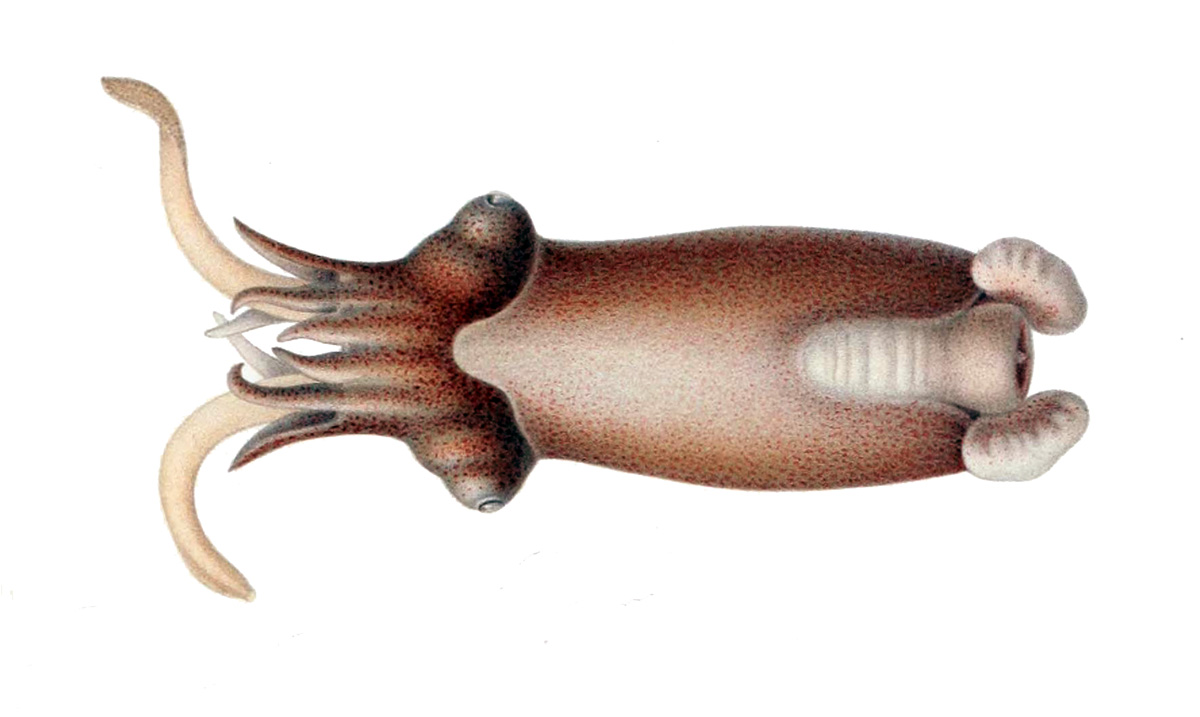
Ilustração da vista superior do animal de Spirula spirula.
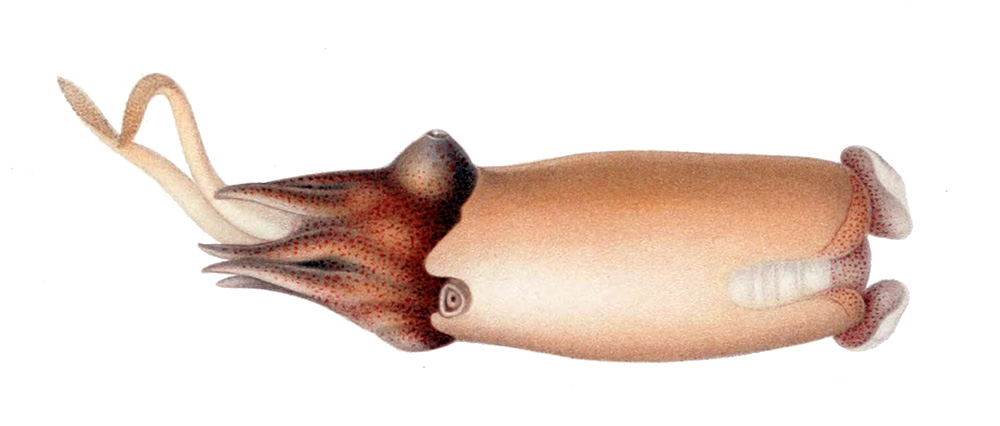
Ilustração da vista lateral do animal de Spirula spirula.
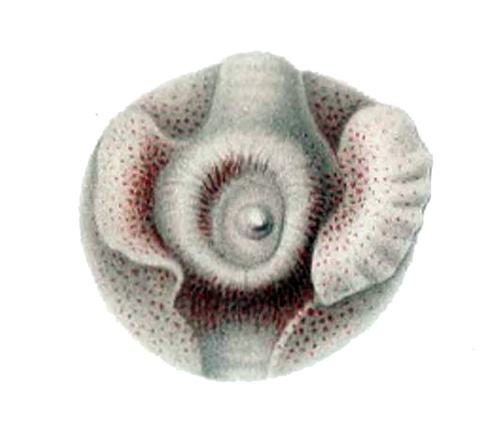
Ilustração da vista posterior do animal de Spirula spirula, mostrando seu fotóforo.

## Bioluminescência
O animal de Spirula spirula é produtor de bioluminescência, apresentando um órgão de luz (fotóforo) situado no topo de seu manto, emitindo luz verde e parecendo estar normalmente ligado, embora repouse em uma dobra que pode ser estendida para desligar sua luz.

## Habitat e distribuição geográfica
Vivendo a uma profundidade de 100 a 1.750 metros, geralmente esta espécie migra de 550 a 1.000 metros durante o dia e de 100 a 300 metros durante a noite, sendo encontrado em toda a região do Indo-Pacífico Ocidental e Atlântico tropical, incluindo a zona económica exclusiva do território português e nas praias de todo o litoral brasileiro, principalmente nas de mar aberto. Sua temperatura preferida é em torno de 10 graus celsius, e tende a viver ao redor de ilhas oceânicas, perto da plataforma continental.

## Primeiro avistamentoin situ
No dia 27 de outubro de 2020, um espécime de Spirula spirula fora observado in situ, pela primeira vez, através da câmera de um veículo submarino operado remotamente, pertencente ao Schmidt Ocean Institute. Tal filmagem fora feita na região da Grande Barreira de Coral da Austrália, a uma profundidade aproximada de 850 a 860 metros.